# Love Today
«Love Today» es el tercer sencillo del álbum debut Life in Cartoon Motion del cantante libanés-inglés Mika. Fue publicado en el Reino Unido el 16 de abril de 2007 como descarga digital, mientras que el lanzamiento en formato físico ocurrió el 23 de abril de 2007. La canción fue nominada en la 50.ª edición de los Premios Grammy en la categoría Mejor grabación dance.

## Composición
Love Today fue escrita por Mika y producida por Greg Wells. En febrero de 2007, en una entrevista para el diario Sun Newspapers Mika comentó lo siguiente:

Estaba muy contento cuando escribí esto y cuando estoy con ese estado de ánimo siempre deseo que los demás se sientan igual. Todos buscan la misma cosa, amar a alguien y que esa persona lo corresponda; o sólo para tener sexo. Todo depende de como lo mires. Love Today captura eso, la eufórica sensación que tienes cuando esas cosas ocurren.

## Lista de canciones
Sencillo en CD (Reino Unido)
1. «Love Today» – 3:57
2. «Only Lonely One» (Demo) - 3:41
3. «Billy Brown» (Acoustic) - 3:20
4. «Love Today» (Switch remix) – 5:41

Sencillo Edición Limitada de 7"
1. «Love Today»
2. «Stuck In The Middle» (Acoustic Version)

Sencillo vinilo de 12" (Reino Unido)
1. «Love Today» (Switch Remix)
2. «Love Today» (Rob Mello's No Ears Vocal Remix)
3. «Love Today» (Rob Mello's No Ears Dub Remix)

### Remixes
- UK Radio Edit – 3:22
- Álbum Versión – 3:57
- Erick Kupper Extended Vocal Mix - 8:41
- Erick Kupper Dub - 6:45
- Erick Kupper Radio Edit - 3:44
- «Switch Remix» – 5:41
- «Moto Blanco» Radio Edit – 3:29
- «Moto Blanco» Remix – 7:17
- Rob Mello's No Ears Vocal Remix - 6:36
- Rob Mello's No Ears Dub Remix - 7:12
- Patrick Wolf Remix – 4:09

## Posicionamiento en listas
| Listas (2007)                     | Mejor posición |
| --------------------------------- | -------------- |
| Australia (ARIA)                  | 3              |
| Bélgica (Flandes) (Ultratop 50)   | 4              |
| Bélgica (Valonia) (Ultratop 50)   | 3              |
| Canadá (Canadian Hot 100)         | 58             |
| República Checa (Rádio Top 100)   | 50             |
| European Hot 100                  | 18             |
| Finlandia (OFC)                   | 9              |
| Francia (SNEP)                    | 5              |
| Irlanda (IRMA)                    | 13             |
| Italia (FIMI)                     | 5              |
| Países Bajos (Dutch Top 40)       | 25             |
| Nueva Zelanda (Recorded Music NZ) | 28             |
| Eslovaquia (Rádio Top 100)        | 24             |
| Suecia (Sverigetopplistan)        | 17             |
| Suiza (Schweizer Hitparade)       | 46             |
| Reino Unido (UK Singles Chart)    | 6              |
| US Billboard Hot 100              | 92             |
| US Billboard Pop 100              | 78             |
| US Billboard Hot Dance Club Songs | 2              |